# 金榮珠
金榮珠（：／ Kim Young-joo；1955年7月27日—），大韓民國籃球運動員出身的自由派政治人物，現任韓國國會副議長，歷任第17、19至21屆國會議員、雇傭勞動部部長等職務。

## 生涯
早年為職業籃球員。退役後進入銀行界工作，但因遭受性別歧視而加入工會，後來還成為該單位的首位女性領袖。
1999年，因受總統金大中的聘用而步入政壇。在自由派政黨內擔任多年黨務高級主管。
文在寅當選總統後，提名金榮珠擔任雇傭勞動部部長，但後來遭到媒體與反對黨批評其「每週工作時間減少和最低工資增加」政策而離職。